# John Palliser
John Palliser (29. ledna 1817 – 18. srpna 1887) byl v Irsku narozený geograf a objevitel. Po službě ve Waterfordské milici a loveckých zkušenostech v Severoamerických prériích vedl průzkumnou expedici po Britské Severní Americe, která měla za úkol získat vědomosti o zeměpise, podnebí a životním prostředí západní Kanady.

## Životopis
Narodil se v irském Dublinu. Byl synem plukovníka Wraye Pallisera a bratr majora Sira Williama Pallisera (1830-1882). Celý rod byl potomky Dra Williama Pallisera, arcibiskupa z Cashelu (1644–1726).
Od roku 1839 do roku 1863 sloužil Palliser ve Waterfordské milici, nakonec dosáhl hodnosti kapitána. Též byl šerifem Waterfordu. Jeho první lovecká výprava do Severní Ameriky proběhla v roce 1847 a během ní Palliser sepsal knihu Osamělé toulky a dobrodružství lovce v prériích, která byla poprvé vydána roku 1853. Zpět do Ruprechtovy země se odcestoval jako vůdce britskoseveroamerické průzkumné výpravy, která cestovala skrz nezmapované oblasti dalekého západu mezi lety 1857 a 1861. Uskutečnil topografické vymezení hranice mezi Britskou Severní Amerikou a Spojenými státy od Hořejšího jezera až k pobřeží Tichého oceánu. K tomu mu asistoval astronom poručík Thomas Blakiston z královské dělostřelectva, botanik Eugène Bourgeau a geolog Dr. James Hector.
Jeho cesty jej zavedly do Ruprechtovy země, v níž mapoval tok několika velkých řek:
- Bílá rybí řeka – Řeka bílých ryb (White Fish River)
- Kaministiquia
- Severní Saskatchewan
- Jižní Saskatchewan
- Severní Červená řeka

Do Irska se vrátil roku 1862 a své nálezy prezentoval v britském parlamentu. Znalosti získané jeho mapováním byly nápomocné ke skoncování panství Společnosti Hudsonova zálivu nad Ruprechtovou zemí (země obklopující všechny toky ústící do Hudsonova zálivu) zákonem zvaným Deed of Surrender v roce 1869. Ač byl Palisser široce uznáván a vydobyl si dobré jméno, které mu lidé přisuzovali za otevření kanadského Západu nové éře zemědělského osidlování a rozvoje, jeho varování před nevhodností oblasti dnes známé jako Palliserův trojúhelník k zemědělskému rozvoji prošla bez povšimnutí. Palliser hlásil, že oblast jihovýchodní Alberty a jihozápadního Saskatchewanu je příliš suchá pro zemědělské využití. Oblast byla přesto osídlena obyvatelstvem zabývajícím se zemědělstvím, ale posléze byla zničena suchy během ekologické katastrofy zvané Dust Bowl.

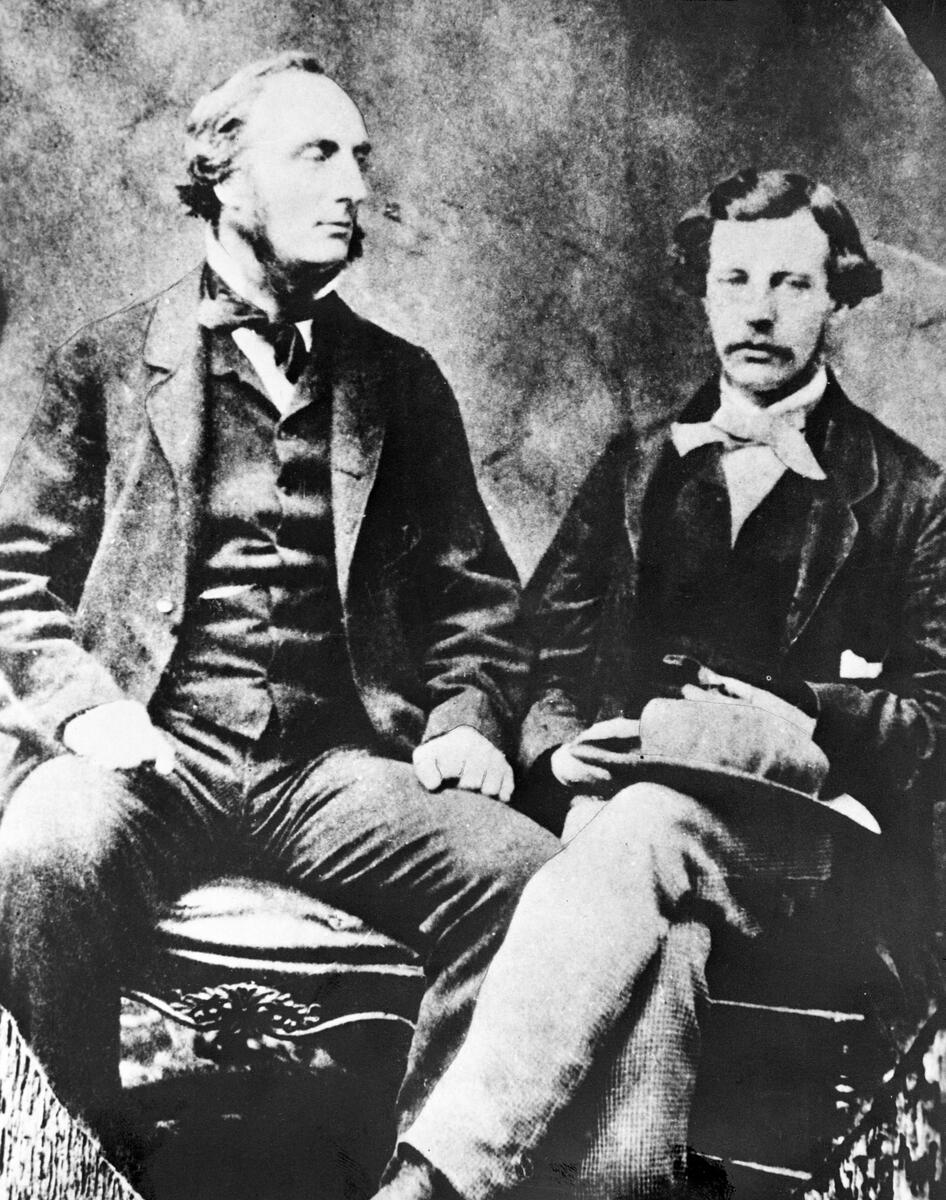
Kapitán John Palliser (vlevo) a James Hector.

V roce 1869 se vypravil do ruské Nové země společně s dalším svým bratrem Frederickem Palliserem na palubě lodi Sampson.
Palliser byl jmenován společníkem Řádu Svatého Michaela a Svatého Jiří (CMG). Nikdy se neoženil a na odpočinek se vrátil do Irska, kde strávil zbytek svého života staraje se a pečuje o svou rodinu. Zemřel ve svém domě, takzvaném Comeragh House, v Mahon Bridge v hrabství Waterford v roce 1887. Je pohřben na hřbitově kostela Comeragh Church, Briska, Kilmacthomas, Co. Waterford. Albertská samospráva umístila na jeho hrob plaketu na památku jeho zásluh.
Je po něm pojmenován hotel Fairmont Palliser a čtvrť Palliser v Calgary, stejně jako Palliserův hřeben a Palliserův skalní útvar v kanadské části Skalistých hor

## Publikace
- Osamělé toulky a dobrodružství lovce v prériích (1853)
- Listiny vztahující se k průzkumu kapitána Pallisera té části Britské Severní Ameriky, která leží mezi severní větví řeky Saskatchewan a pohraničím Spojených států a mezi Červenou řekou a Skalistými horami (1859)
- Osamělý lovec aneb Sportovní dobrodružství v prériích (1860)
- Další dokumenty vztahující se k průzkumu podniknutému expedicí kapitána Pallisera té části Britské Severní Ameriky, která leží mezi severní větví řeky Saskatchewan a hranice se Spojenými státy a mezi Červenou řekou a Skalistými horami a pokračující odtamtud pak dále k Tichému oceánu (1860)
- Průzkum - Britská Severní Amerika: Deníky, detailní zprávy a pozorování se vztahem k průzkumu od kapitána Palliseraobservations relative to the exploration, by Captain Palliser, of that portion of British North America, která, v této severní zeměpisné šířcewhich, in latitude, lies between the British boundary line and the height of land or watershed of the northern or frozen ocean respectively, and in longitude, between the western shore of Lake Superior and the Pacific Ocean during the years 1857, 1858, 1859, and 1860 (1863)